# Premios Edda
Los Premios Edda son los galardones que celebran logros en el teatro de la ciudad de Asunción, capital del Paraguay. El premio debe su nombre a Edda de los Ríos, docente y actriz paraguaya.
Su primera edición se llevó a cabo en el Teatro Municipal Ignacio A. Pane, en marzo de 2019.

## Historia
Los Premios Edda fueron creados en el año 2018 por la Liga de Difusores Culturales de Asunción. La idea fue reconocer y difundir los espectáculos teatrales estrenados en la capital paraguaya durante el periodo comprendido entre el 7 de marzo de 2018 al 3 de diciembre de 2018 , y a los artista y profesionales involucrados en las artes escénicas que han participado en los mismos.
La primera edición se llevó a cabo el 18 de marzo del 2019 en el Teatro Municipal Ignacio A. Pane, galardonando a las obras del año 2018, donde las 16 categorías fueron premiadas y fue transmitida en vivo por el Canal Guapa.

## Ediciones
| Edición | Fecha               | Lugar                                                            | Mejor Obra                 | Mejor Dirección                           | Mejor Actor                        | Mejor Actriz                                   | Categorías |
| ------- | ------------------- | ---------------------------------------------------------------- | -------------------------- | ----------------------------------------- | ---------------------------------- | ---------------------------------------------- | ---------- |
| 1.ª     | 18 de marzo de 2019 | Teatro Municipal Ignacio A. Pane                                 | El Principio de Arquímedes | Paola Irún por El Principio de Arquímedes | Rayam Mussi por Teatrero           | Natalia Cálcena por El Principio de Arquímedes | 15         |
| 2.ª     | 26 de junio de 2020 | Ceremonia virtual filmada en el Teatro Municipal Ignacio A. Pane | La Desgracia               | Hugo Robles por El Amor Verde             | Silvio Rodas por El Inútil Combate | Carmen Briano por El Inútil Combate            | 18         |

## Categorías

### Principales
- Mejor Obra
- Mejor Obra de Drama
- Mejor Obra de Comedia
- Mejor Obra de Teatro Social
- Mejor Director
- Mejor Actor
- Mejor Actriz
- Mejor Actor de Reparto
- Mejor Actriz de Reparto
- Mejor Producción
- Mejor Libreto Original
- Mejor Obra Corta
- Mejor Obra Infantil
- Mejor Diseño de Arte

### Categorías especiales
- Premio de Honor
- Premio Revelación